# LK II
Der LK II (Leichter Kampfwagen II) war ein 1918 entwickelter deutscher Panzer aus der Zeit des Ersten Weltkrieges.

## Geschichte

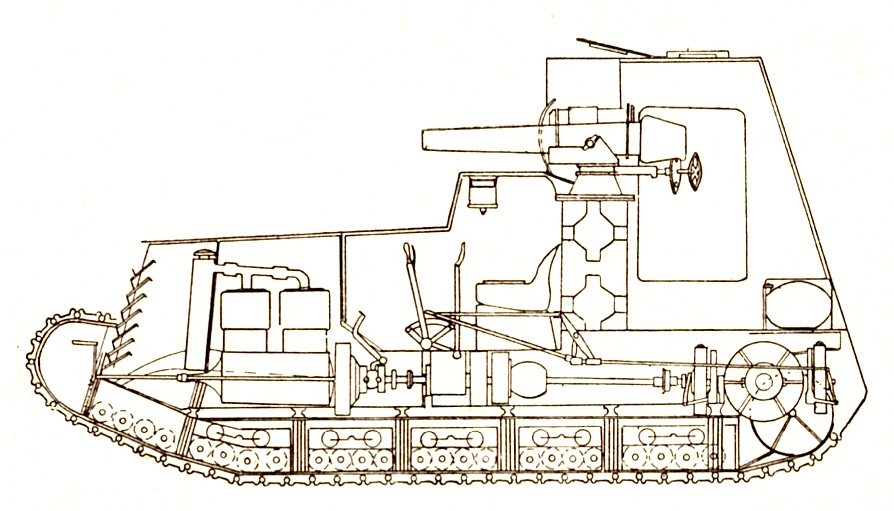
LK II

Der LK II stellte eine Weiterentwicklung des LK I dar – eines leichten Panzers, der auf dem Chassis eines zivilen Daimler-PKW aufgebaut war. Er war wie sein Vorgänger von Joseph Vollmer konstruiert worden.
Es sollten zwei Versionen gefertigt werden. Die eine hatte wie schon das Vorgängermodell einen Drehturm mit MG-Bewaffnung im Heck. Die zweite Variante erhielt die „Brustwehr“, einen festen Aufbau im Heckbereich, statt des Turmes. In diesen sollte wahlweise eine 37-mm-Kanone von Krupp oder eine erbeutete 57-mm-Kanone eingebaut werden. Am Ende des Krieges war von ihm ein Prototyp fertig. Im Juni 1918 wurden die ersten 580 Fahrzeuge vom Kriegsministerium bestellt, später wurde die Bestellung noch auf 800 Stück erhöht. Vorgesehen war ab April 1919 eine monatliche Fertigung von 200 LK II, eine Auslieferung an das Heer erfolgte jedoch nicht mehr. Bis Ende 1918 sollen die ersten sechs Exemplare fertig gewesen sein. Die Fahrzeuge sollten bei der Fa.Steffen & Heymann, (Berlin)-Charlottenburg zusammengebaut werden, Triebwerk und Fahrgestell sollte Daimler, (Berlin)-Marienfelde beisteuern.
Insgesamt wurden mindestens 24 komplette Panzer gefertigt. Diese unterscheiden sich in der Gestaltung des Bugs von den Prototypen. Aufgrund des Friedensvertrag von Versailles war es dem Deutschen Reich jedoch verboten, Panzer zu besitzen, weshalb eine weitere Serienfertigung unterbleiben musste. Die halbfertigen LK II wurden – an der Kontrollkommission der Alliierten vorbei – heimlich nach Schweden und Ungarn verkauft.
Obwohl sich der LK II noch im Prototypenstatus befand, wurde bereits am LK III als Nachfolger gearbeitet. Bei diesem sollte – nach dem Vorbild des Renault FT – der Kampfraum nach vorne und der Motor in das Heck verlegt werden. Dieses Fahrzeug wurde jedoch nicht mehr gebaut.

## Einsatz in Schweden – Stridsvagn fm/21 und m/21-29

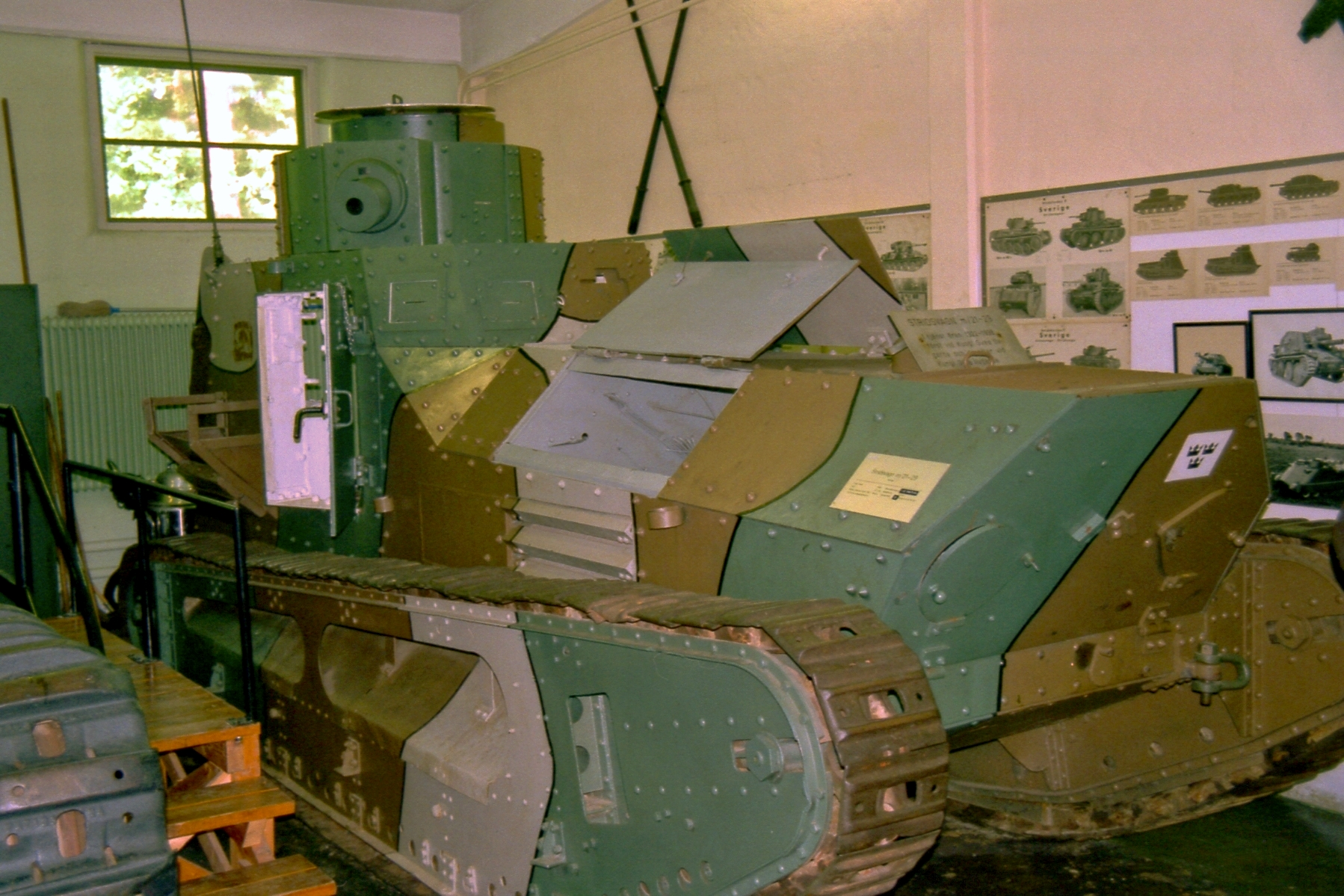
Strv m/21-29 in Axvall

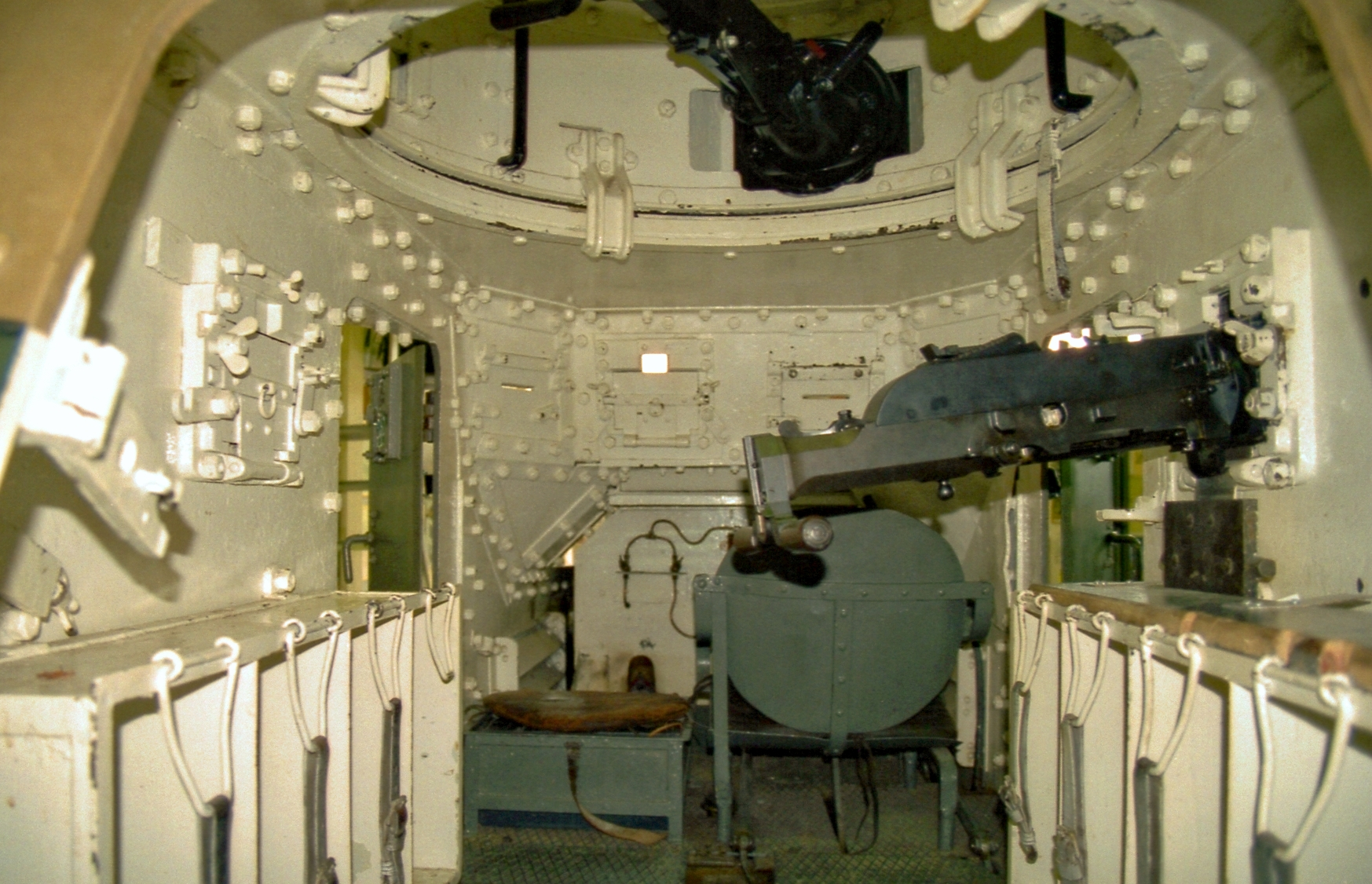
Innenansicht eines Strv fm/21

Im Sommer 1921 erwarb Schweden zehn Fahrzeuge des Typ LK II für 100.000 Kronen. Diese wurden im Herbst 1921 unter größter Geheimhaltung, als „Dampfkesselbleche“ und „Traktorteile“ getarnt, nach Schweden exportiert. Dort erhielten sie nach ihrem Zusammenbau in der „Flottans varv“ in Stockholm zuerst die Bezeichnung Pansarvagn fm/22, später wurden sie als Stridsvagn fm/21 (Strv fm/21) bezeichnet. Eingesetzt waren sie zuerst bei der Svea Livgarde, um dann später von der Göta Livgarde genutzt zu werden.

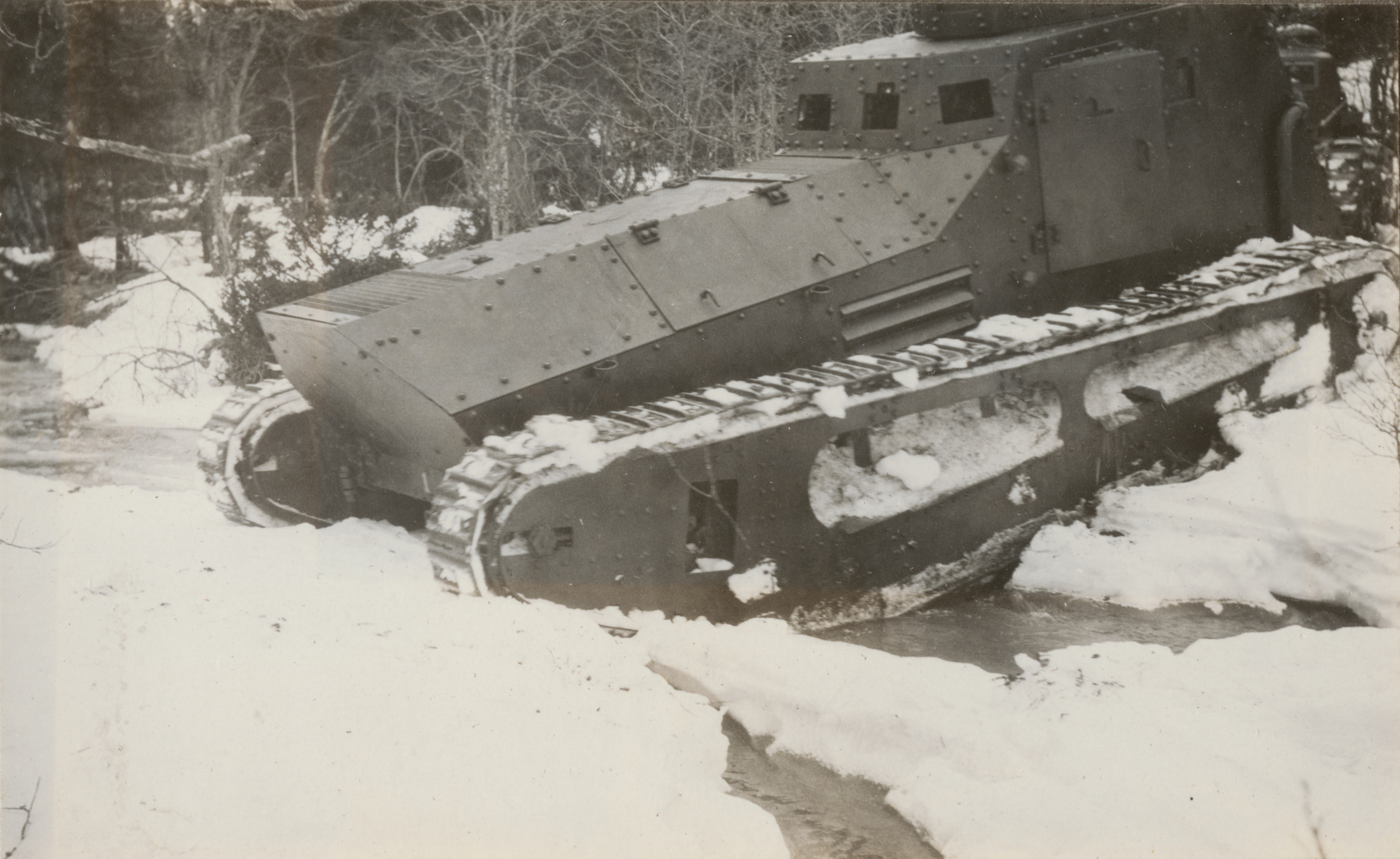
Winterübung mit einem Stridsvagn fm/21 (oder m/21-29). Der Panzerkampfwagen überquert einen kleineren Wasserlauf.

Im Jahre 1928 veranlasste das Artilleriedepartement eine Modernisierung eines Fahrzeuges bei Nydqvist och Holm in Trollhättan. Es erhielt einen schwedischen Motor (Scania-Vabis Typ 1554 mit 85 PS) und ein neues Getriebe. Die Höchstgeschwindigkeit erhöhte sich dadurch auf 18 km/h. Auch im Frontbereich fanden Modifizierungen statt, so erhielt es zwei durch Klappen verschließbare Scheinwerfer. Die bis dahin verwendeten MG m/14 wurden im Rahmen dieser Maßnahme durch das MG m/14-29 ausgetauscht. Das im Jahre 1930 ausgelieferte Fahrzeug erhielt die neue Bezeichnung Stridsvagn m/21-29 (Strv m/21-29). Von 1931 bis 1934 wurden vier weitere Panzer (zwei weitere von NOHAB und zwei von der AB Landsverk) entsprechend umgebaut. Der Wagen Nr. 10 wurde Ende 1938 dem Deutschen Reich als Museumsstück überlassen, da dort keine frühen Panzer aus dem Ersten Weltkrieg mehr vorhanden waren. Er ging im Zweiten Weltkrieg verloren. Die restlichen neun Strv fm/21 und Strv m/21-29 befanden sich bis 1939 im Dienst der schwedischen Armee.

## Einsatz in Ungarn – „vontatók“
Nach Ungarn sollen 14 Exemplare des LK II gelangt sein, die ersten beiden schon im Frühjahr 1920. Dort wurden sie erprobt. Da aufgrund des Friedensvertrages von Trianon auch Ungarn nach dem Ersten Weltkrieg Rüstungsbeschränkungen auferlegt waren, kamen die übrigen zehn in Kisten verpackt und als Einzel- und „Traktorenteile“ getarnt ins Land. Diese wurden dann, um sie vor der Alliierten Kontrollkommission zu verbergen, in demontiertem Zustand häufig im Lande hin- und herbewegt. Die Bezeichnung der Panzer lautete zu dieser Zeit V-1 bis V-14. Als die Kontrollkommission im Jahre 1927 Ungarn verließ, sollten die Fahrzeuge zusammengebaut und in Dienst gestellt werden. Zu diesem Zeitpunkt waren jedoch nicht mehr alle Teile vorhanden bzw. es waren Teile unbrauchbar geworden. So konnten ab 1930 nur sechs Panzer als „I“ bis „VI“ bei der RUIS in Gebrauch genommen werden, sie wurden dort bis 1932 verwendet. Auch hatte die ungarische Armee das Interesse an den Fahrzeugen verloren, da sie ab 1931 den Fiat 3000 B zur Verfügung hatte.

## Erhaltene Fahrzeuge

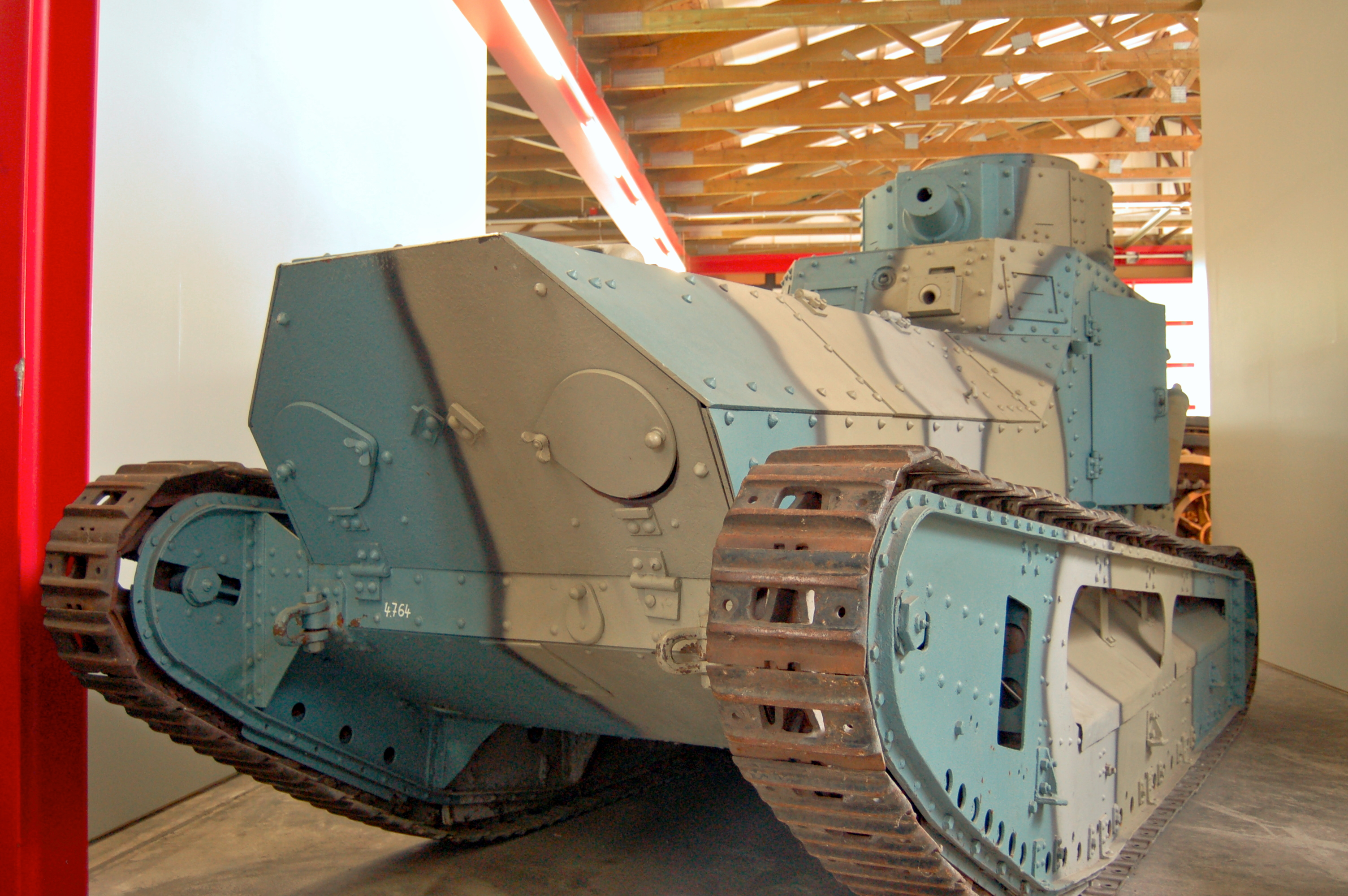
LK II in Munster

In Schweden sind jeweils ein Strv fm/21 und ein Strv m/21-29 vorhanden. Sie waren jahrelang im Panzermuseum in Axvall ausgestellt und sind nun im Arsenalen Strängnäs zu sehen. Der in Deutschland im Panzermuseum Munster präsentierte LK II ist ebenfalls ein ehemaliger schwedischer Strv m/21-29. Die Daten, die dort angegeben sind, beziehen sich auf den Prototyp mit Kanonenbewaffnung.